# Szabó Gábor (fizikus)
Szabó Gábor (Nagykanizsa, 1954. január 28. –) Széchenyi-díjas magyar fizikus, a Magyar Tudományos Akadémia tagja (levelező: 2004, rendes: 2010), a Szegedi Tudományegyetem rektora (2010–2018).

## Élete
Egyetemi tanulmányait a szegedi József Attila Tudományegyetemen (JATE) végezte el 1978-ban.
1981–1989 között közel öt évet a göttingeni Max Planck Intézetben dolgozott vendégkutatóként. A JATE Természettudományi Kar kísérleti fizikai tanszékének adjunktusa. 1990–1996 között vendégprofesszor volt három évig a houstoni Rice Egyetemen. 1994 óta az Optikai és Kvantumelektronikai tanszéken egyetemi tanár.
Az első Orbán kormány idején (2000–2002 között) Oktatási Minisztérium kutatási-fejlesztési helyettes államtitkára.
A Magyar Tudományos Akadémia Lézerfizikai és Spektroszkópiai Bizottságának titkára, a Doktori Tanszék fizikai és csillagászati szakbizottságának tagja. 1999–2000 között a Magyar Akkreditációs Bizottság tagja volt. 2007 óta a Magyar Innovációs Szövetség elnöke, Fizikai Doktori Iskola vezetője.
2010-2018 között a Szegedi Tudományegyetem rektora volt.
Az Innovációs és Technológiai Minisztérium tájékoztatása szerint 2020. január 1-től Szabó Gábor vezeti a szegedi ELI-ALPS lézeres kutatóközpontot, melynek létrehozásában korábban jelentős szerepet vállalt.
Kutatási területe a lézerfizikai vizsgálatok, festéklézerek elméleti modellezése, pikoszekundumos impulzusok előállítása, a bakteriorodopszinban lejátszódó ultragyors töltésszétválás vizsgálata.

## Díjai, kitüntetései
- MTA Ifjúsági díj (1986)
- Schmid Rezső-díj (1989)
- MTA fizikai díj (1991)
- A fizikai tudományok doktora (1993)
- Széchenyi prof. ösztöndíjas (1998)
- Akadémiai Díj (2000)
- Gábor Dénes-díj (2004)
- A Magyar Köztársasági Érdemrend tisztikeresztje (2009)
- Pro Urbe Szeged (2009)
- Szeged díszpolgára (2018)
- A Magyar Érdemrend középkeresztje (2020)
- Széchenyi-díj (2024)